# Orquestra de Câmara da Filadélfia
A Orquestra de Câmara da Filadélfia é uma orquestra americana fundanda em 1994 composta por trinta e três membros. Ela normalmente se apresenta no Teatro Perelman no Kimmel Center for the Performing Arts. Durante os quarenta primeiros anos da orquestra ela foi comandada pelo próprio fundador: Marc Mostovoy.
A orquestra já apresentou-se com aclamados artístas como Luciano Pavarotti, Vladimir Ashkenazy, Mstislav Rostropovich, Isaac Stern, Rudolph Serkin, Jean-Pierre Rampal, the Romeros Guitar Quartet, Sylvia McNair, Steven Isserlis, Joseph Silverstein e Nadja Salerno-Sonnenberg.

## Diretores musicais
- Marc Mostovoy (1964–2004)
- Ignat Solzhenistyn (2004–2010)
- Dirk Brossé (2010–2024)
- David Hayes (2024–presente)